# 大田原純清
大田原 純清（おおたわら すみきよ）は、下野大田原藩の第5代藩主。
延宝5年（1677年）、第4代藩主・大田原典清の子として生まれる。元禄5年（1692年）12月18日に従五位下・和泉守に叙位・任官する。元禄7年（1694年）、父の死去により家督を継いだ。
元禄12年（1699年）5月23日に江戸で死去した。享年23。跡を養子の清信が継いだ。

## 系譜
父母
- 大田原典清（父）
- 大田原高清の娘（母）

正室
- 朽木稙昌の娘

養子
- 大田原清信 ー 織田吉清の長男